# Libet Werhahn

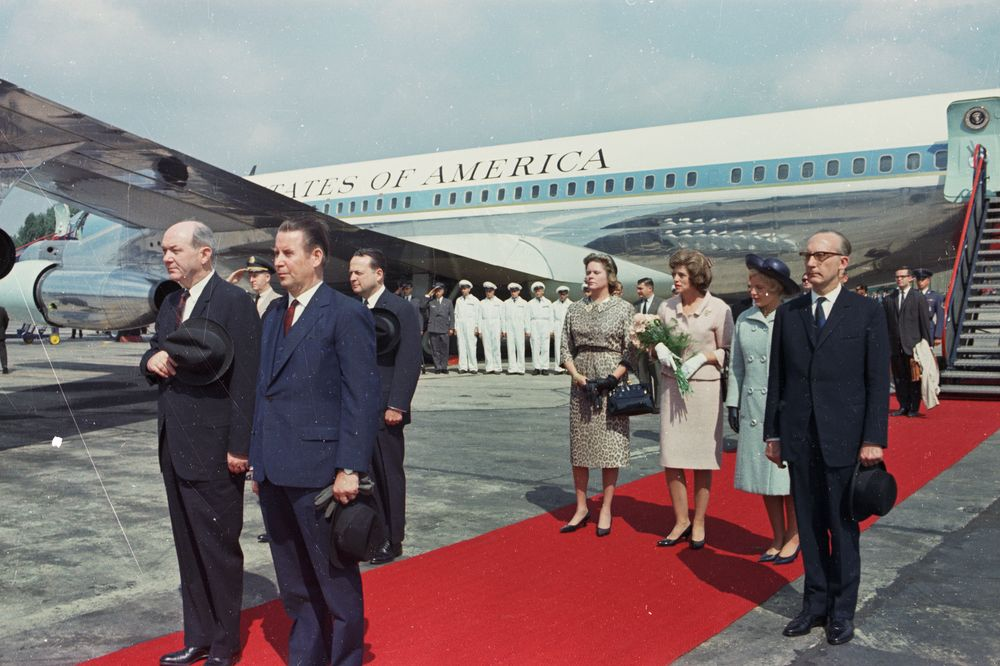
Libet Werhahn bei einem Empfang von John F. Kennedy auf dem roten Teppich in der zweiten Reihe rechts im hellblauen Mantel (1963)

Elisabeth „Libet“ Werhahn (* 17. Mai 1928 in Köln als Elisabeth Adenauer; auch als Libet Werhahn-Adenauer in der Öffentlichkeit; † 3. Februar 2019 in Neuss) war die jüngste Tochter von Konrad Adenauer und seiner zweiten Ehefrau Auguste Adenauer. Sie begleitete ihren Vater während seiner Zeit als Bundeskanzler öfter bei offiziellen Anlässen. 

## Leben
Libet Adenauer wurde 1928 in Köln geboren. Sie hatte sechs Geschwister; ihr folgte noch ein Bruder. Später lebte sie mit ihrer Familie in Rhöndorf, wo sie das Kriegsende erlebte. Zuvor hatte sie die Gestapozentrale in Köln aufgesucht, um den Aufenthaltsort ihrer Eltern in Erfahrung zu bringen. Schließlich fand sie ihre Eltern im Gefängnis von Brauweiler, von wo sie ihre Mutter mitnehmen durfte. Der Vater kam erst Ende November 1944 wieder frei.
1947 begegnete Libet Adenauer in Rhöndorf zum ersten Mal ihrem späteren Ehemann, dem Industriellen Hermann Josef Werhahn (1923–2016), den sie am 2. Mai 1950 in der Basilika des Klosters Maria Laach heiratete. Aus der Ehe gingen fünf Kinder hervor.
Weil Libets Mutter Auguste vor der Amtsübernahme ihres Vaters als Bundeskanzler gestorben war, übernahm sie bei zahlreichen Auftritten und Auslandsreisen Funktionen der „Kanzlergattin“. So begleitete sie ihren Vater zwölf Mal in die Vereinigten Staaten. Unter anderem wurde ihr zugeschrieben, dass das Treffen zwischen Adenauer und John F. Kennedy 1961 „entspannt“ ablief. Am 19. April 1967 richtete Konrad Adenauer an die in Tränen ausgebrochene Tochter Libet seine letzten Worte: „Da jitt et nix zo kriesche!“ (Da gibt es nichts zu weinen.)
Bis zu ihrem Tod im Jahr 2019 repräsentierte sie die Familie Adenauer. So begleitete sie 2009 Angela Merkel bei einem Besuch auf dem Waldfriedhof in Rhöndorf.
Libet Werhahn engagierte sich von 1975 bis 1994 für die CDU in Neuss, insbesondere für die Bereiche Kultur und Soziales, aber auch als Vorsitzende des Komitees für Partnerschaften. Sie war von 1979 bis 1989 Mitglied des Stadtrates in Neuss. Außerdem war sie stellvertretende Vorsitzende der Europa-Union Nordrhein-Westfalen.
Beigesetzt wurde Libet Werhahn auf dem Hauptfriedhof in Neuss.